# Metazygia arnoi
Metazygia arnoi là một loài nhện trong họ Araneidae.
Loài này thuộc chi Metazygia. Metazygia arnoi được Herbert Walter Levi miêu tả năm 1995.